# Effet Venturi
Pour les articles homonymes, voir Venturi.

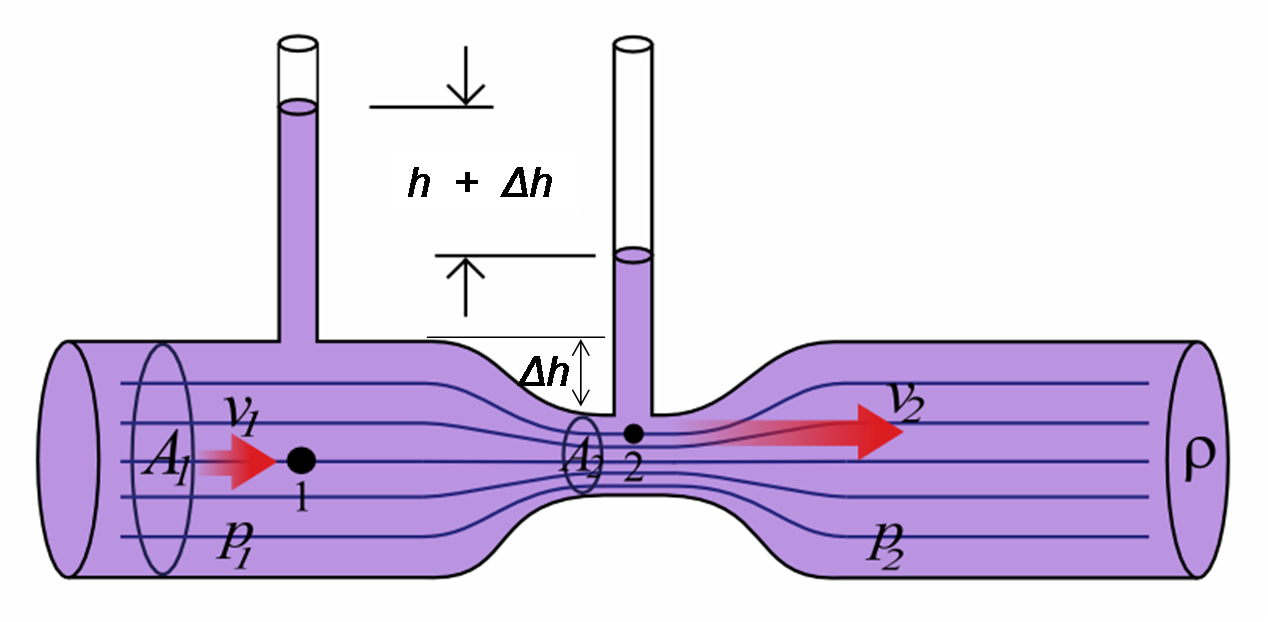
Schématisation de l'effet Venturi. La pression au point 1 est plus grande qu'au point 2. Et la vitesse du fluide au point 2 est plus grande qu'au point 1.

Écoulement dans un tube Venturi.

L’effet Venturi, du nom du physicien italien Giovanni Battista Venturi, est le nom donné à un phénomène de la dynamique des fluides, selon lequel un fluide en écoulement subit une dépression là où la vitesse d'écoulement augmente sous l'effet d'une réduction de la section d'écoulement. 
L'effet est une manifestation du principe de conservation de l'énergie (formalisé dans le cas des écoulements fluides par le théorème de Bernoulli) et peut s'énoncer de la façon suivante : dans le cas d'un écoulement fluide horizontal, lorsque la vitesse d'écoulement augmente, la pression diminue. On peut également le formuler selon cette variante : dans le cas d'un écoulement horizontal, si la section d'écoulement diminue, la pression dans le fluide diminue également ; dans ce cas, on fait en plus intervenir le principe de conservation de la masse (et donc du débit), qui va causer une augmentation de la vitesse à la suite de la réduction de la section, et de là la diminution de la pression comme ci-dessus,,.
Cet effet trouve des applications dans des domaines variés, comme les lances à incendie, la course automobile (effet de sol), ou encore l'hémodynamique (étude de l'écoulement du sang).

## Théorie

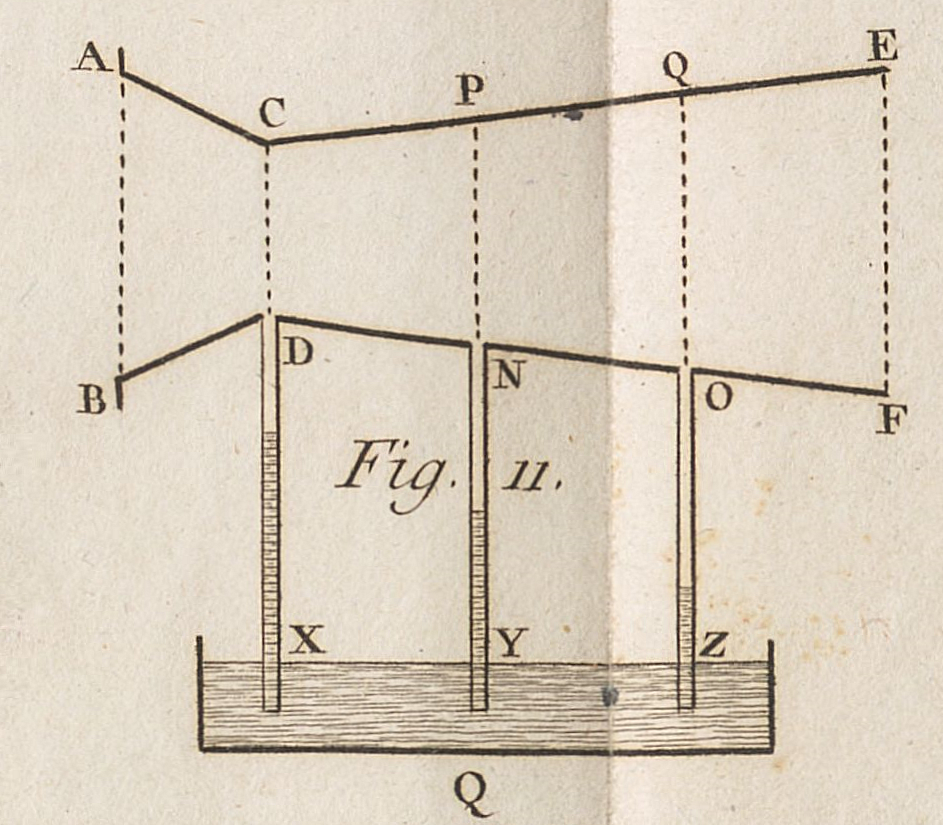
Schéma du montage dit « venturi », en 1797.

Le théorème de Bernoulli permet de comprendre ce phénomène : si le débit de fluide est constant et que le diamètre diminue, la vitesse augmente nécessairement ; du fait de la conservation de l'énergie, l'augmentation d'énergie cinétique se traduit par une diminution d'énergie élastique, c'est-à-dire une dépression.
Venturi a donc prolongé le travail de Bernoulli en transformant le modèle vertical de Bernoulli (faisant intervenir une variation de l'énergie potentielle due à la hauteur) en un système linéaire. Il reprend l'équation de Bernoulli en annulant le terme d'énergie potentielle (puisqu'il n'y a plus de variation de hauteur).
Sur l'image du texte de Venturi ci-contre, on observe le schéma à présent bien connu du dispositif nommé de nos jours venturi. Ce schéma montre d'ailleurs trois mesures de pression dont une au col dudit venturi.
L'effet Venturi ne concerne que les vitesses d'écoulement subsoniques très inférieure à Mach 1[réf. nécessaire]. À une vitesse supersonique, il faut utiliser l’équation d'Hugoniot, on en déduit que pour augmenter la vitesse d'un fluide, il faut augmenter la section. C'est « l'inverse » de l'effet Venturi.

## Dépression
D'après la conservation du débit, {\displaystyle A_{1}v_{1}=A_{2}v_{2}} (où {\displaystyle A} représente la section et {\displaystyle v} la vitesse) ou encore
D'après le théorème de Bernoulli :
où {\displaystyle p^{*}=p+\rho \,g\,z}.{\displaystyle p_{1}^{*}-p_{2}^{*}={\frac {1}{2}}\,\rho \,v_{2}^{2}-{\frac {1}{2}}\,\rho \,v_{1}^{2}={\frac {1}{2}}\,\rho \,v_{1}^{2}\left(\left({\frac {v_{2}}{v_{1}}}\right)^{2}-1\right)}
D'après (1) :{\displaystyle p_{1}^{*}-p_{2}^{*}={\frac {1}{2}}\,\rho \,v_{1}^{2}\left(\left({\frac {A_{1}}{A_{2}}}\right)^{2}-1\right)}
{\displaystyle p_{1}^{*}-p_{2}^{*}} sera donc positive ce qui correspond à une dépression.
Cette dépression peut créer un effet de cavitation qui peut être dangereux pour la canalisation.[réf. nécessaire]

## En zone montagneuse
Dans les zones montagneuses, l'effet Venturi est fréquemment présent. Quand l'air à proximité de la surface du terrain, en circulation globalement horizontale, rencontre une montagne (ou tout terrain surélevé), il est obligé, pour franchir cet obstacle, de passer par-dessus s'il ne peut pas passer sur les côtés. Le poids des couches d'air supérieures, non perturbées dans leur déplacement par l'obstacle, et le caractère local de cet obstacle, impliquent que l'air concerné ne possède d'autres degrés de liberté que sa vitesse horizontale et sa propre compressibilité. Cette seconde est en général faible. La section de passage de l'air étant moindre, cet air se retrouve dès lors accéléré de manière à conserver le même débit qu'avant (quantité d'air passant par un point par unité de temps).
C'est pour cette raison que le vent au sommet des montagnes est toujours plus important que celui à leur base. De façon similaire, une constriction horizontale du relief, comme un col de montagne, va créer une accélération des vents en aval de cette ouverture dans les montagnes.
Un détroit maritime entre deux côtes montagneuses crée aussi un puissant effet Venturi. Ainsi des sites comme Tarifa (point le plus resserré du détroit de Gibraltar) ou les Bouches de Bonifacio sont des lieux très ventés (et très fréquentés par les amateurs de planche à voile ou de kitesurf).
En aéronautique, il est donc très important pour les pilotes d'analyser le terrain les entourant pour pouvoir atterrir en zone montagneuse en toute sécurité ou même simplement franchir une zone surélevée.

## Applications
L'effet Venturi peut être utilisé pour créer une dépression et ainsi réaliser une aspiration. Ceci est utilisé par exemple :
- dans les trompes hydrauliques et les trompes à eau ;
- dans les ventilateurs sans pales, la projection d'air à grande vitesse sur un profil d'aile (à l'intérieur de l'anneau), entraîne une dépression qui aspire l'air depuis l'arrière du ventilateur et cause l'effet « multiplicateur d'air » ;
- de la même manière, le flux d'air des ventilateurs utilisés par les sapeurs-pompiers lors de la ventilation opérationnelle par pression positive entraîne l'air environnant (jusqu'au double du débit nominal du ventilateur) à travers l'entrant ;
- dans les carburateurs des moteurs à combustion interne ;
- pour diminuer la force de portance et améliorer l'appui aérodynamique des voitures de course en utilisant l'effet de sol[2] ;
- sur certains casques haut de gamme, les fabricants utilisent l'effet Venturi pour accélérer la circulation de l'air à l'intérieur du casque et son extraction. Cela permet de rafraîchir plus efficacement le pilote et de désembuer la visière ;
- dans certains détendeurs de plongée sous-marine, le flux d'air moyenne pression injecté dans le deuxième étage est orienté de telle manière qu'il participe à l'aspiration de la membrane. Cette membrane appuyant sur le levier qui provoque l'injection d'air, l'effet Venturi réduit alors l'effort inspiratoire ;
- sur certaines cheminées, pour améliorer le tirage ;
- pour mélanger des liquides (un liquide mis en dépression aspire l'autre liquide et permet le mélange), par exemple le mélangeur d'émulseur et d'eau des lances à mousse des sapeurs-pompiers[2] ;
- un effet Venturi (convergent + divergent) permet de limiter le débit à un seuil déterminé et ce quelle que soit la pression amont sur une canalisation ;
- pour réaliser des pompes à vide de faible puissance, comme les trompes à eau montées sur les robinets des paillasses de chimie, ou bien les aspirateurs de mucosité branchés sur les détendeurs des bouteilles de dioxygène médical ;
- comme appareil de mesure de débit, basé sur la chute de pression au niveau du venturi (voir par exemple canal venturi) ;
- dans les pistolets à peinture, alimentés par le biais d'une turbine basse pression ou d'un compresseur ;
- pour administrer dans les alvéoles pulmonaires des médicaments au travers d'aérosols liquides (principe de l'aérosolthérapie ; venturi pneumatique) ;
- certains pommeaux de douche à économie d'eau (50 %), mitigeurs sur robinetterie ;
- pour la pré-admission d'entrée d'air nécessaire au fonctionnement d'une turbine à gaz dans la propulsion notamment des rames à turbine à gaz ;
- pour la gazéification de liquides (jus de pomme, eau, cidre…) ;
- pour l'injection d'ozone gazeux dans de l'eau ;
- en sonorisation (chambres de compression) ;
- pour vider l'eau à travers une trappe (« vide-vite ») située dans le fond d'embarcations légères (dériveurs, bateaux pneumatiques) ;
- dans le traitement des rhumes ou rhinopharyngites, l'aspirateur nasal pour dégager les cavités nasales de l'enfant ;
- dans certaines éoliennes de toit horizontales[4] ;
- pour aérer le vin au moment de le verser dans le verre, en le passant au travers d'une sorte d'entonnoir ; l'effet sur le vin est équivalent à une aération naturelle de plusieurs heures ;
- dans les pompes à essence, lorsque le niveau d'essence empêche l'air de passer au niveau du bec de remplissage, l'effet Venturi provoque le dégonflage d'une poire et la fermeture du clapet d'arrivée d'essence [5],[6];
- en hémodynamique, notamment pour le calcul des débits sanguins ou de la pression artérielle[2] , l'effet Venturi permet aussi d'expliquer l'insuffisance aortique dans le syndrome de Laubry-Pezzi (prolapsus d'un cusp de la valve aortique lié au flux passant dans une communication inter-ventriculaire)[7] ;

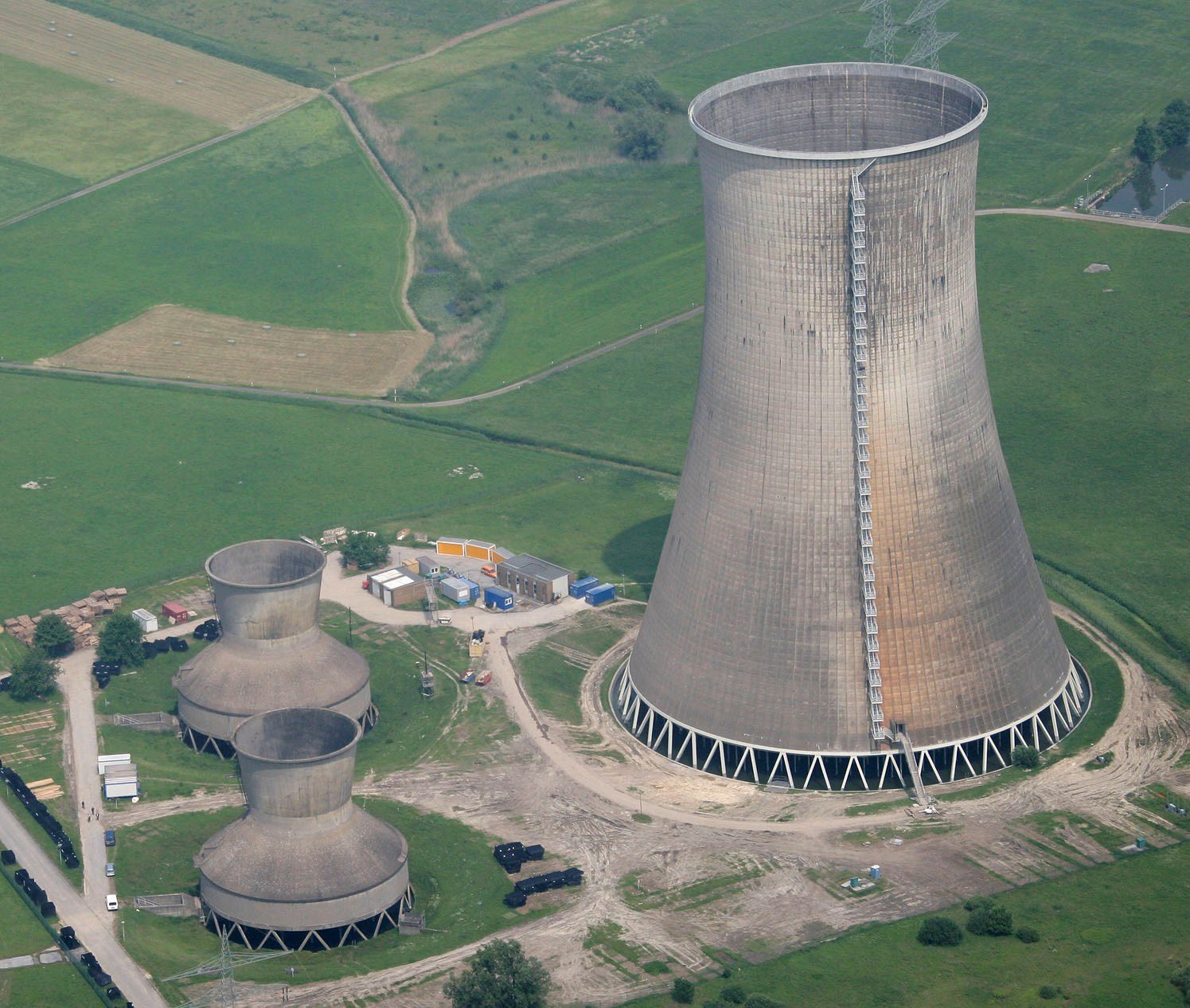
Tour aéroréfrigérante avec une forme hyperboloïde.

- les tours aéroréfrigérantes avec leur forme hyperboloïde génèrent un effet Venturi au niveau de leur col. Mais, contrairement aux idées reçues, cette forme est choisie pour l'augmentation de résistance au vent de la tour et non pas pour l'effet Venturi. En effet, l'effet Venturi augmente la vitesse au col ce qui crée une très légère augmentation de la perte de charge par frottement sur les parois. Cela réduit le tirage et donc le débit d'air disponible pour le refroidissement. Cette très marginale perte de performance est largement compensée par le gain de résistance de la coque aux vents extérieurs.

## Un venturi à l'intérieur d'un autre

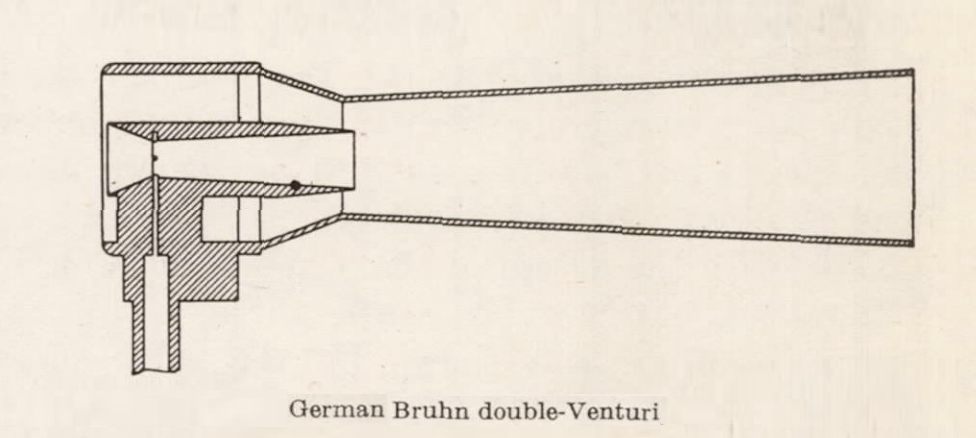
Bruhn double venturi, NACA Report 420.

À l'exemple des venturis secondaires tels que sur les cols montagneux, rien n'interdit de placer un venturi à l'intérieur d'un venturi. La dépression au col du venturi secondaire est alors encore plus forte que celle qui existerait au col du venturi primaire sans le venturi secondaire (voir image de cette section).

### Articles Connexes
- Tube de Venturi
- Théorème de Bernoulli